# Saint-Barthélemy (Isère)
Saint-Barthélemy is een gemeente in het Franse departement Isère (regio Auvergne-Rhône-Alpes) en telt 765 inwoners (1999). De plaats maakt deel uit van het arrondissement Vienne.

## Geografie
De oppervlakte van Saint-Barthélemy bedraagt 8,0 km², de bevolkingsdichtheid is 95,6 inwoners per km².
De onderstaande kaart toont de ligging van Saint-Barthélemy (Isère) met de belangrijkste infrastructuur en aangrenzende gemeenten.

## Demografie
Onderstaande figuur toont het verloop van het inwonertal (bron: INSEE-tellingen).